# بوی ادگار
بوی ادگار (ارمنی: Բոյ Էդգար؛ انگلیسی: Boy Edgar؛ ۳۱ مارس ۱۹۱۵ - ۸ آوریل ۱۹۸۰) رهبر ارکستر، نوازنده پیانو و ترومپت، موسیقی‌دان در سبک جاز، پزشک و متخصص اعصاب ارمنی‌تبار اهل هلند بود. وی بین سال‌های ۱۹۳۵ تا ۱۹۷۹ میلادی فعالیت می‌کرد.

## زندگی‌نامه
وی با نام اصلی جرج ویلم فرد ادگار (آلمانی: George Willem Fred Edgar) در ۳۱ مارس ۱۹۱۵ در آمستردام به دنیا آمد. پدرش ارمنی و مادر یهودی اهل هند شرقی هلند بود. وی از دانشگاه آمستردام فارغ‌التحصیل گشت. بوی ادگار عضو نهضت مقاومت هلند نیز بود. وی همچنین برنده جوایزی همچون درستکار در میان ملل شده‌است. وی در ۸ آوریل ۱۹۸۰ در سن ۶۵ سالگی در آمستردام درگذشت.